# Headhunter (film)
 For alternative betydninger, se Headhunter. (Se også artikler, som begynder med Headhunter)
Headhunter er en dansk thriller, der havde premiere 28. august 2009. Den er instrueret og skrevet af Rumle Hammerich.

## Handling
Martin Vinge, 35, en tidligere kendt journalist, er en succesrig headhunter med et kompliceret privatliv. Han tilkaldes af 85-årige N.F. Sieger, der er direktør for S.E.O., Danmarks største rederi- og olieimperium. Sieger ansætter Martin for at finde en anden arvtager til virksomheden end sin søn, Daniel Sieger, som i lang tid har skullet overtage selskabet. Martin forsøger at finde en passende kandidat til positionen, men opdager, at han er viklet ind i et større uigennemskueligt magtspil, der skal afgøre firmaets fremtid. Det brutalt magtspil sætter Martin og hans privatliv under et intenst pres.

## Medvirkende
| Rolle         | Skuespiller      |
| ------------- | ---------------- |
| Martin Vinge  | Lars Mikkelsen   |
| N.F. Sieger   | Henning Moritzen |
| Daniel Sieger | Flemming Enevold |
| Hjulman       | Preben Harris    |
| Nina          | Charlotte Munck  |
| Pernille      | Charlotte Fich   |
| Troels        | Troels Lyby      |